# Alaskahare
Alaskahare (Lepus othus) är ett däggdjur i ordningen hardjur som förekommer i västra Alaska.

## Utseende
Med en kroppslängd (huvud och bål) mellan 50 och 70 cm samt en svanslängd av omkring 8 cm är arten en av de största hararna i Nordamerika. Bakfötterna är med en längd av 20 cm påfallande stora och förbättrar rörligheten på snö. Hannar och honor ser likadana ut men de skiftar pälsfärg beroende på årstid. Under sommaren bär de gråbruna täckhår på den vita underullen, under vintern är pälsen helt vit. Enda undantaget är öronens svarta spetsar som syns hela året. Ungdjur som föds under sommaren är något mörkare än vuxna individer.
De två översta framtänderna är kraftigt böjda. Öronen är för en hare jämförelsevis korta, vilket medför att alaskaharen undviker värmeförluster under vintern. Haren kan gräva i snö med sina korta klor.

## Utbredning och habitat
Arten är endemisk för västra och sydvästra Alaska, USA. Den vistas i regioner upp till 660 meter över havet. Tidigare antogs att den även lever på Tjuktjerhalvön i Ryssland. Molekylärgenetiska undersökningar har emellertid visat att denna population bör räknas till skogsharen (Lepus timidus).
Habitatet utgörs av tundran och gräsbevuxna bergssluttningar.

## Ekologi
Alaskaharen är främst aktiv under skymning och gryning. Den lever ensam, utom under parningstiden.
Födan utgörs av kvistar, unga växtskott, bark och rötter från arter av videsläktet, arter av starrsläktet, gräs samt från typiska hedväxter som ljung och lingon. Under sommaren äter haren även blommor och bär.
Alaskaharar parar sig under april och maj. De bildar vid denna tid grupper av upp till 20 individer (sällan fler). Efter dräktigheten som varar cirka 46 dagar föder honan i juni eller juli sina ungar. Kullarna består normalt av fyra till åtta ungar. Ungarna har vid födelsen full utvecklad päls och öppna ögon. De går efter kort tid självständigt.

## Systematik
Alaskaharen listas oftast som en självständig art inom släktet harar (Lepus), en klassificering som inte stöds av alla zoologer. I några avhandlingar görs en sammanslagning med polarharen (Lepus arcticus) eller skogsharen (Lepus timidus).

## Status
IUCN ser inga större hot mot arten och betraktar beståndet som stabilt. Därför listas alaskaharen som livskraftig (LC).